# 2015 في العراق
فيما يلي قوائم الأحداث التي وقعت خلال عام 2015 في العراق.

## أحداث
- التدخل التركي في شمال العراق 2015.

### أبريل
- 8 أبريل - أفادت وزارة السياحة العراقية بأن قلعة باش تابيا دمرت على يد داعش.[1]

### يوليو
- 17 يوليو – تفجير خان بني سعد أسفر عن مقتل 130 شخص وإصابة أكثر من 130 شخص.[2]
- 31 يوليو - الاحتجاجات العراقية 2015–2018

### أغسطس
- 13 أغسطس – تفجير بغداد أغسطس 2015

### ديسمبر
- 8 ديسمبر - افتتاح الجامعة الكاثوليكية في أربيل.[3]
- 19 ديسمبر - أختيار شيماء قاسم كملكة جمال العراق لعام 2015، وفرح الحداد كوصيفة أولى.[4]

## سياسة

### انتهاء فترة المنصب
- 11 أغسطس – إياد علاوي نائب رئيس جمهورية العراق.

## أفلام
من الأفلام التي صدرت هذه السنة في العراق:
- 1 يناير – وطن: العراق السنة صفر من إخراج عباس فاضل.

### يناير
- 1 يناير – جمال برزنجي (مواليد 1939) رجل أعمال من الولايات المتحدة الأمريكية.
- 1 يناير – عبد الحميد الرشودي (مواليد 1929) كاتب وأديب ومؤرخ ومؤلف عراقي.
- 1 يناير – عبد الرزاق عبد الواحد (مواليد 1930) شاعر عراقي.

### فبراير
- 4 فبراير – زياد خلف رجا الكربولي (مواليد 1970)
- 4 فبراير – ساجدة الريشاوي (مواليد 1970)

### مارس
- 12 مارس – حارث الضاري (مواليد 1941)
- 23 مارس – مهدي عبد الزهرة (مواليد 1996) لاعب كرة قدم عراقي.
- 26 مارس – دنخا الرابع خننيا (مواليد 1935) قس عراقي.

### أبريل
- 7 أبريل – محمد بحر العلوم (مواليد 1927)

### يونيو
- 4 يونيو – محمد مھدي الآصفي (مواليد 1939)
- 5 يونيو – طارق عزيز (مواليد 1936)
- 12 يونيو – شوشانا أربيلي ألموزلينو (مواليد 1926) سياسية إسرائيلية.

### يوليو
- 19 يوليو – محمد مكية (مواليد 1914) مهندس معماري عراقي.

### أغسطس
- 13 أغسطس – وطبان إبراهيم التكريتي (مواليد 1952) سياسي عراقي.
- 18 أغسطس – أبو مسلم التركماني (مواليد 1959)

### نوفمبر
- 3 نوفمبر – أحمد الجلبي (مواليد 1944) سياسي عراقي.
- 13 نوفمبر – أبو نبيل الأنباري (مواليد 1953)
- 19 نوفمبر – نعيم دنكور (مواليد 1914)